# DN41A
De DN41A (Drum Național 41A of Nationale weg 41A) is een weg in Roemenië. Hij loopt van de DN41 in Oltenița naar de DN4 in dezelfde stad. De weg is 0,5 kilometer lang.